# Milionia polytropa
Milionia polytropa är en fjärilsart som beskrevs av Louis Beethoven Prout 1925. Milionia polytropa ingår i släktet Milionia och familjen mätare. Inga underarter finns listade i Catalogue of Life.